# Bloc Party
Bloc Party je britská indie rocková skupina, která vznikla v roce 2003 v Londýně. Mezi její členy patří Kele Okereke (zpěv, kytara), Russell Lissack (kytara), Gordon Moakes (basová kytara) a Matt Tong (bicí).
Kapela dosud vydala čtyři studiová alba – Silent Alarm, A Weekend in the City, Intimacy a Four, jedno remixové album – Silent Alarm Remixed. Debutové deska se singly „Banquet", „Helicopter" nebo „So Here We Are" zaznamenala veliký úspěch (3. místo v britské hitparádě). 5. února 2007 vydali u společnosti Wichita druhé album, které se dostalo dokonce na druhé místo britské hitparády a prorazilo i v USA (12. místo) a Austrálii (2. místo). Největší úspěch sklidil singl „The Prayer" (4. místo v britské hitparádě).
Bloc Party se řadí mezi nejsledovanější současné britské alternativní kapely.

## Historie

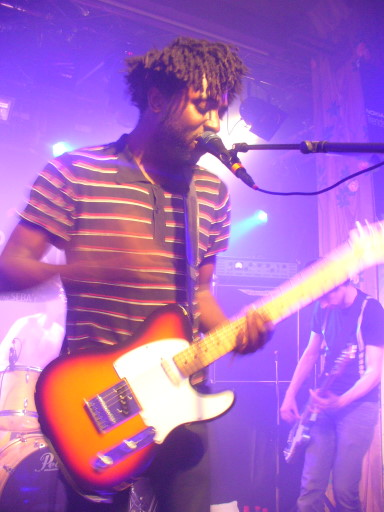
Zpěvák Bloc Party Kele Okereke

Počátky kapely se datují do roku 1998, kdy se v Essexu poprvé potkali Russell Lissack a Kele Okereke (Lissack zde vyrůstal a Okereke chodil do školy). O rok později potkali znovu, tentokráte na festivalu Reading a krátce poté založili skupinu The Union. Dalšími hráči byli nynější bubeník Matt Tong a baskytarista Gordon Moakes, který reagoval na inzerát kapely v magazínu NME. Návrhy na název kapely byly různé - Superheroes of BMX, The Angel Range nebo Diet. V září 2001 se domluvili na společném názvu Bloc Party (podle „Block party“. Tento výraz v překladu označuje „neformální pouliční slavnost").
Průlom nastal v roce 2003, kdy dal Okereke na koncertě Franz Ferdinand kopii jejich singlu „She´s Hearing Voices" frontmanovi kapely Alexi Kapranosovi a DJi Steve Lamacqovi. Právě díky tomuto DJi se dostal singl do vysílání Radio One, Lamacq později tento hit označil za geniální a pozval kapelu, aby si naživo zahrála ve vysílání Radio One. Krátce poté vydali u společnosti Moshi Moshi singl „Banquet", který zaznamenal 51. příčku v britské hitparádě a spolu s debutovým albem vydaným společností Wichita dostal kapelu do povědomí kritiků i fanoušků.
Album Silent Alarm se setkalo s bouřlivou pochvalou kritiky, magazín NME jej dokonce nominoval na album roku. Nadšení byli i kritici a fanoušci v USA, což vedlo k dlouhému 18 měsíčnímu turné po Státech. Na jaře roku 2006 ukončili turné vyprodanými koncerty v Los Angeles, Miami a Berkeley a začali pracovat na druhém studiovém albu.
„The Prayer", „I Still Remember" a „Hunting for Witches". To jsou singly z druhého alba A Weekend in the City, jež zaznamenalo vysoké prodeje jak na domácí půdě, tak i v USA. Věhlas kapely začal strmě růst, v roce 2007 si zahráli na festivalech Radio One Big Weekend at Preston, T in the Park, Oxegen 07, Reading, Glastonbury a Live Earth v londýnské Wembley. 27. října 2007 koncertovali v londýnském Roundhouse, kde poprvé představili singl „Flux".

## Diskografie

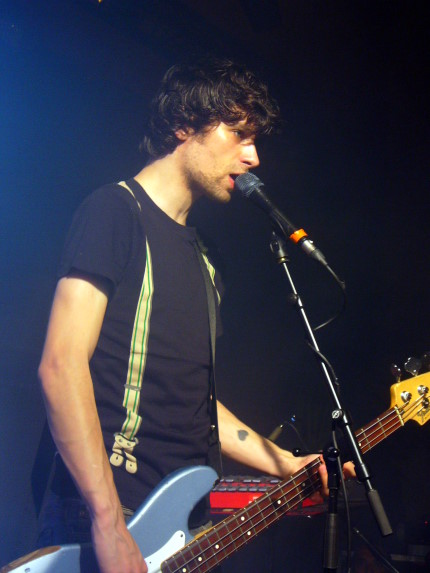
Gordon Moakes v roce 2007

### Studiová alba
- Silent Alarm (vyšlo 14. února 2005)
- A Weekend in the City (vyšlo 5. února 2007)
- Intimacy (vyšlo 21. srpna 2008 digitálně, 27. října 2008 na CD)
- Four (vyšlo 20. srpna 2012)
- Hymns (2016)

### Remixová alba
- Silent Alarm Remixed (vyšlo 29. srpna 2005)
- Intimacy Remixed

### EP
- Bloc Party EP (vyšlo 24. května 2004)
- Little Thoughts EP (vyšlo 15. prosince 2004)
- Two More Years EP (vyšlo 26. října 2005)
- The Nextwave Sessions (vyšlo 12. srpna 2013)

### Singly
- 2004 – „She's Hearing Voices"
- 2004 – „Banquet/Staying Fat"
- 2004 – „Little Thoughts/Tulips"
- 2004 – „Helicopter"
- 2005 – „Tulips"
- 2005 – „So Here We Are"
- 2005 – „Banquet"
- 2005 – „The Pioneers"
- 2005 – „Two More Years"
- 2006 – „Helicopter" (2. vydání)
- 2007 – „The Prayer"
- 2007 – „I Still Remember"
- 2007 – „Hunting for Witches"
- 2007 – „Flux"
- 2008 – „Mercury"
- 2008 – „Talons"

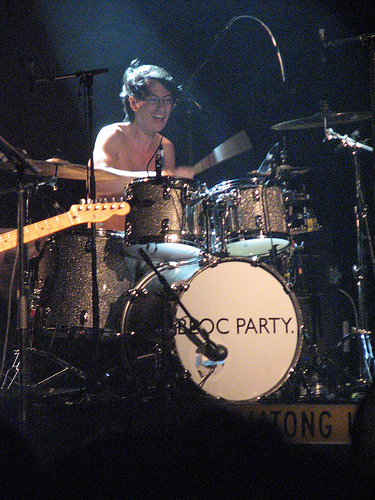
Matt Tong na koncertě v Sydney

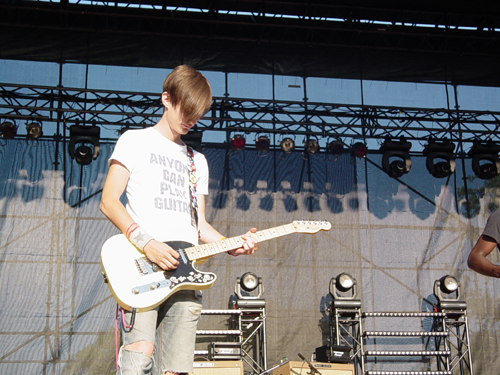
Russell Lissack na festivalu Olympic Island 2006

- 2008 – „Your Visits Are Getting Shorter"
- 2008 – „One Month Off"